# Calle de la Parra
La calle de la Parra es una vía pública de la ciudad española de Segovia.

## Descripción
La vía, que discurre desde la calle de San Agustín hasta la del Taray, debe el título a una parra que había en una de las casas de la calle. Aparece descrita en Las calles de Segovia (1918) de Mariano Sáez y Romero con las siguientes palabras:

Parra.—Va desde la calle de San Agustín a la del Taray. Es una cuesta hoy algo arreglada, pero que antes sólo era una senda hasta peligrosa, con dos o tres casas a su terminación y los terraplenes que han formado el vertedero de escombros de obras al lado de las ruinas de lo que fué iglesia de San Agustín. En una de las casas de la calle había una frondosa parra que se enredaba por la pared y huecos de la fachada, y que es lo que vulgar y luego oficialmenfe  [sic] ha dado nombre a la calle.
(Sáez y Romero, 1918, pp. 125-126)